# Ptiolina shimai
Ptiolina shimai är en tvåvingeart som beskrevs av Akira Nagatomi 1985. Ptiolina shimai ingår i släktet Ptiolina och familjen snäppflugor.
Artens utbredningsområde är Nepal. Inga underarter finns listade i Catalogue of Life.